# Верхньодністровські Бескиди

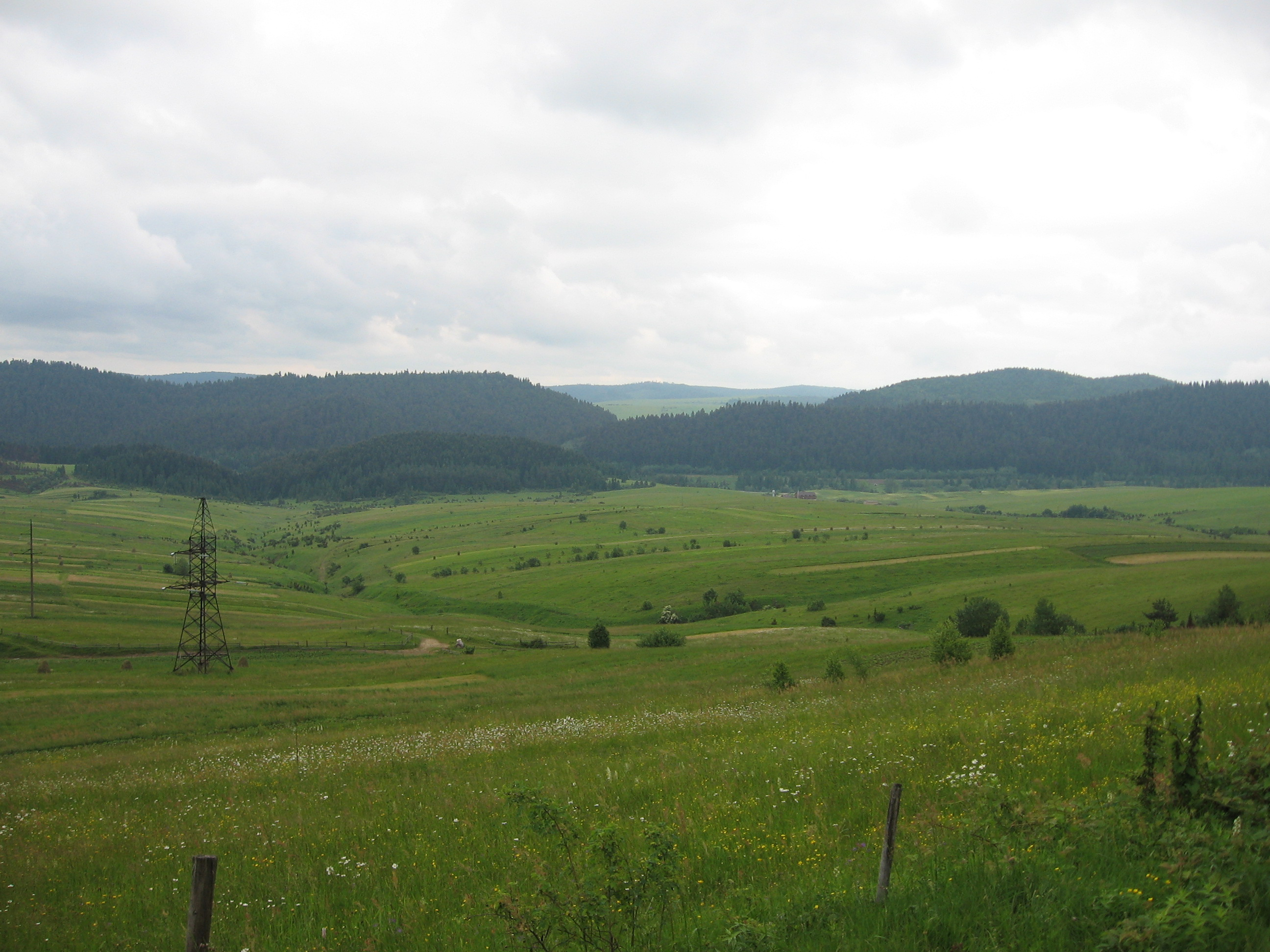
Верхньодністровські Бескиди (біля села Розлуча)

Верхньодністро́вські Бески́ди — частина Східних Бескидів у межах Самбірського, Дрогобицького та Стрийського районів Львівської області. На півночному сході обмежені Передкарпаттям, на півдні — Сколівськими Бескидами, на південному заході — Стрийсько-Сянською Верховиною. На півдні межують з Західними Бещадами.
Пересічна висота становить 750 м., максимальна — 1022 м (гора Маґура-Лімнянська).
Складаються з флішу. Корисні копалини: нафта, озокерит, кам'яна сіль, мінеральні води (Трускавець, Борислав, Східниця, Розлуч).
Переважає низькогірний рельєф з куполоподібними вершинами хребтів, що розчленовують притоки Дністра, Стривігору, Стрию та інших річок. Гори вкриті хвойно-широколистяними лісами. Цей регіон, у порівнянні з іншими частинами Карпат, густо населений, з розвиненим землеробством. Розвивається зелений туризм.